# Combretum vendae
Combretum vendae är en tvåhjärtbladig växtart som beskrevs av A.E. van Wyk. Combretum vendae ingår i släktet Combretum och familjen Combretaceae. Utöver nominatformen finns också underarten C. v. glabratum.